# Погроми у Львові (1932)
Погроми у Львові 1932 року — антисемітські заворушення, що відбулись у Львові в листопаді та грудні 1932 року.
Починаючи з кінця 20-х років, Академічний союз «Всепольська молодь» та інші загальнопольські організації активно агітували за введення лавкового гетто та офіційне обмеження кількості єврейських студентів. Їхні дії часто супроводжувалися актами насилля. Восени 1932 року молодь Народно-демократичної партії двічі провокувала масштабні заворушення у Львові (12–13 листопада та 27 листопада — 1 грудня). У першому випадку підставою стала річниця смерті польського студента, який загинув у сутичці з єврейськими студентами у Вільнюсі, у другому — смерть львівського студента, вбитого єврейським батяром у нетверезому стані. Заворушення призвели до численних поранених та арештованих, а також до значної шкоди майну.
Заворушення поширилися всією Польщею, а також за її кордони.

## Передумови

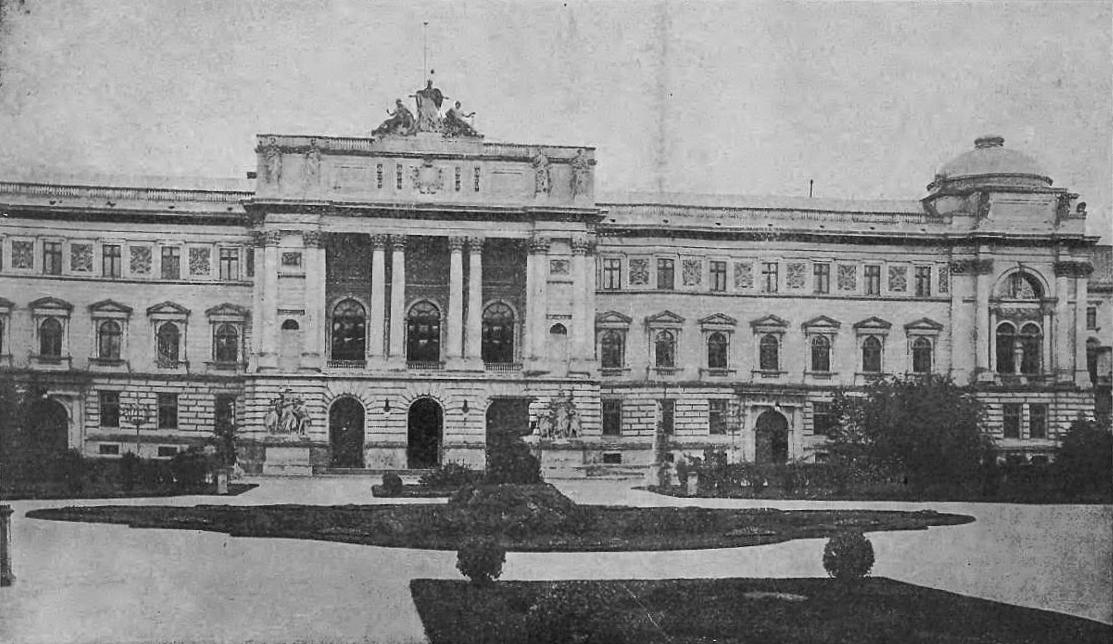
Головний корпус Університету Яна Казимира

У міжвоєнний період студентська громада Львова перебувала переважно під впливом націоналістичних сил. Це явище було особливо очевидним в Університеті Яна Казимира, де на зламі 20-х та 30-х років ХХ століття позиція «Всепольської молоді» залишалася, за висловом польського історика Гжегожа Мазура, «неймовірно сильною».
У червні 1929 року учнів приватної єврейської гімназії у Львові помилково звинуватили у навмисному порушенні процесії Свята Тіла і Крові Христових. Під приводом захисту релігійних почуттів, національні кола спричинили антисемітські заворушення в місті. Рішуча реакція влади Санації означала, що вона також набула антиурядового характеру. Ці події, охрещені «клоціадою» на честь Александра Клоца, мера міста, мали відлуння по всій Польщі.
Від початку «клоціади» почала зростати радикалізація народно-демократичної молоді. В університетах, у тому числі у Львові, Всепольська молодь та пов'язані з нею організації регулярно влаштовували антисемітські акції. Спочатку вони вимагали запровадити принцип numerus clausus, а потім — numerus nullus. Євреї зазнавали економічного та соціального бойкоту. З грудня 1931 р. Львівський академічний комітет, в якому переважали поляки, також вимагав запровадження лавкового гетто. Нерідко траплялися акти насильства. У травні 1932 р. жертвою нападів став колишній прем'єр-міністр та професор Львівської політехніки Казимира Бартель.

## Погроми 12-13 листопада
На 10 листопада 1932 року припала перша річниця смерті Станіслава Вацлавського, студента Вільнюського університету імені Стефана Баторія, вбитого каменем під час зіткнень зі студентами єврейського походження. Національні сили вирішили використати це як привід для організації антисемітської демонстрації.
11 листопада з каменярської майстерні Л. Тировича влада вилучила кам'яну дошку на честь Вацлавського, яку націоналістична молодь планувала встановити у стіні будинку Другого Дому техніків Львівської політехніки. Також було вилучено листівки, надруковані в гуртожитку. Того дня на вулицях з'явилися студенти із прикріпленими зеленими стрічками, символом бойкоту євреїв.
12 листопада прихильники народно-демократичних сил почали зривати заняття в університетах. В університеті Яна Казимира єврейських студентів примусово виводили з лекційних залів. Об 11:00 ранку понад тисячу студентів відвідали месу у св. Петра і Павла. Після її завершення, незважаючи на пряму заборону поліції, студенти пішли до Другого Будинку техніків, де повісили імпровізовану дошку на честь Вацлавського та провели мітинг. Тим часом група з близько 100 людей відокремилася від натовпу і почала розбивати вікна в єврейських магазинах в районі Політехнічного університету. Кілька студентів також розгромили кафе «Лувр» на розі вулиць Костюшка та Січових Стрільців (тогочасна вулиця 3 Травня). Незабаром до студентів приєдналися маргінали, які руйнували та грабували магазини. Поліція втрутилася і розігнала мітинг перед Другим Домом техніків.
Увечері члени Всепольської молоді спробували організувати демонстрацію на вул. Академській (нинішній проспект Шевченка) та пл. Святої Марії (нині площа Міцкевича). Поліція, яка вже суттєво контролювала вулиці Львова, розігнала демонстрантів. Тим не менше, у різних частинах міста невеликі групи націоналістів нападали на єврейські магазини, розбиваючи вікна та вітрини. Того дня постраждало 56 магазинів та підприємств, у тому числі й ті, які належали етнічним полякам. Було побито кілька десятків євреїв. Втрутилася поліція. Вісім студентів отримали поранення в результаті зіткнень з поліцейськими, ще 33 були заарештовані. Заворушення тривали до 21:30.
13 листопада напруження у Львові трохи послабилося, хоч це і не означало закінчення заворушень. Того дня поліція кілька разів розганяла групи студентів, які збирались у різних частинах міста, в тому числі і під будівлею університету. На вулиці Жуліньського (нині вулиця Академіка Володимира Філатова) студенти, які тікали від поліції, розбили вікна молочного заводу. В інших частинах міста також вибито вікна в магазинах та на підприємствах, в тому числі у фотомагазині за адресою вул. Легіонів (нині проспект Свободи), на вікні якого був портрет Юзефа Пілсудського. Поліція затримала 23 студента.
Того дня воєвода Юзеф Рожнєцький прийняв ректорів університету та політехніки: Адама Ґерстманна та Казимира Ціпсера. Ректори шкодували про заворушення, але в той же час втрутились у звільнення заарештованих студентів.
14 листопада дев'ятнадцять студентів, які брали участь у заворушеннях, були покарані в адміністративному порядку. До 19 листопада всіх студентів, заарештованих під час заворушень, було звільнено з-під арешту.

## Погроми 27 листопада— 1 грудня

### Смерть Яна Гродковського
У суботу ввечері, з 26 на 27 листопада, група студентів зі студентської корпорації «Лютичі-Венеди» (Lutyco-Venedya) розважалась у ресторані «Адрія» на розі вулиць Сикстуська та Шайнохи (нині Дорошенка та Банківська). Молоді люди вступили в суперечку з чотирма єврейськими батярами: Моше Кацем, Нухімом Шмером, Шулімом Келлером та Ізраелем Туне. Ситуація загострилася, коли студент четвертого курсу ветеринарної академії Ян Гродковський образив польську повію Стефанію Сурувку, яка супроводжувала батяра. Суперечка незабаром перемістилася з приміщення на вулицю. В певний момент Гродковський вдарив повію, за що Кац ударив його ножем. Студенти Станіслав Петрушко та Єжи Щепановський також отримали легкі поранення. Поліція, яка негайно прибула на місце події, заарештувала власника ножа та Сурувку. Гродковський помер у лікарні.
Звістка про смерть Гродковського блискавично поширилася містом. З'явились листівки із закликом до репресій проти «євреїв та санаційників» (і, згідно з висновками поліції, принаймні деякі з них були виготовлені комуністами), сподіваючись викликати соціальні заворушення. Голова «Лютичі-Венеди» Тадеуш Вінецький та президент Братської допомоги студентам медичної ветеринарної Академії Владислав Боровяк закликали студентів зберігати спокій. Тим не менше, ввечері 27 листопада на вулицях міста почалися заворушення. Студенти нападали на євреїв та намагалися розбити єврейські магазини. Побили близько 50 осіб. Ескалації тимчасово запобігло втручання поліції, яка, придушуючи інциденти, заарештувала близько десятка людей.

### Ескалація заворушень
Наступний день не приніс ніякого полегшення. Вранці в єврейський гуртожиток за адресою вул. Терези (нині митрополита Андрея). Також були розбиті вікна єврейських будинків та магазинів. Заворушення відбувалися у львівських університетах; На єврейських студентів напали у Львівській політехніці та у Вищій школі зовнішньої торгівлі. Десяток зловмисників також увірвались до єврейського штабу «Взаємодопомоги», де були побиті єврейські студенти. Як наслідок, ректори університету, політехніки та Вищої школи зовнішньої торгівлі вирішили призупинити заняття.

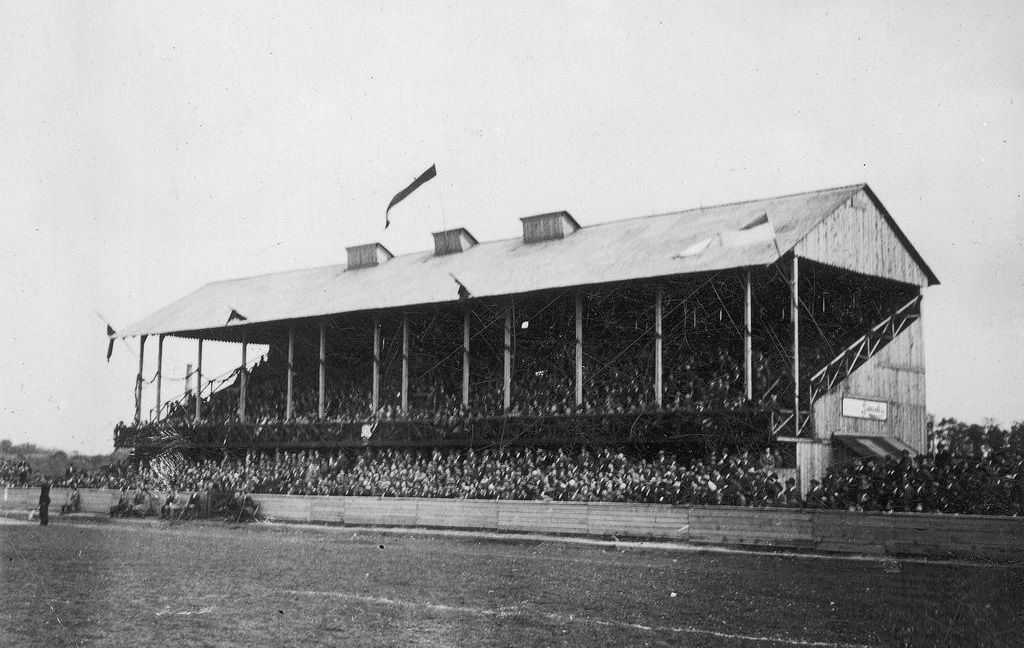
Стадіон єврейського спортивного товариства «Гасмонея»

На прохання президента Вацлава Дрояновського міська рада у Львові видала прокламацію, в якій засуджувала заворушення. Незабаром натовп студентів пішов до кам'яниці, де мешкав Дрояновський, і розбили вікна його квартири. До студентів приєдналися представники львівської окраїни, а також комуністичні агітатори, які підбурювали «грабувати багатих». На вулиці Академській (нині проспект Шевченка) кількатисячний натовп розігнали силами кінної поліції. У другій половині дня поліція привезла три пожежні машини і цистерни з водою і у разі зіткнень обливала порушників струменями води. Того дня постраждали щонайменше 80 людей. Близько 20:00 був підпалений стадіон єврейського спортивного товариства «Гасмонея Львів». Заворушення тривали до пізньої ночі.
29 листопада відбувся похорон Гродковського. За офіційними даними, у ньому взяли участь понад 15 000 осіб, у тому числі ректори та викладачі львівських університетів, місцеві керівники з табору націоналістів та численне католицьке духовенство. На вулицях була велика присутність поліції, співробітники якої намагалися встановити та затримати потенційних лідерів. Після церемонії натовп львів'ян рушив з Личаківського цвинтаря до центру міста, де, незважаючи на попередні заклики науковців та ветеранських організацій, розпочались заворушення та напади на євреїв. Польський студент Зигмунт Заморський постраждав під час бійки на вулиці Коперника. По місту ширилася чутка про те, що він був розстріляний євреями, що призвело до ескалації заворушень. На єврейські магазини почалися напади, в квартирах євреїв били вікна, а на вулицях полювали на людей «семітського вигляду». Нападникам допомагали водії львівських трамваїв, які спеціально зупиняли транспортні засоби поза зупинками, дозволяючи зловмисникам увірватися та побити єврейських пасажирів. Поліція була змушена перенести трамвайну зупинку політехніки, щоб запобігти заворушенням та нападам на єврейських пасажирів. Також бойовики нападали на пасажирів, які висаджувались з поїзда на станції Личаків. Поліція багато разів втручалася, заарештувавши близько 80 учасників вибухів. Більше того, близько 40 комуністів та лівих були затримані за звинуваченням у підбурюванні натовпу до пограбування магазинів та кіосків.
30 листопада ситуація у Львові все ще була непростою. Бойовики НДПП об'їжджали вулиці, намагаючись не допустити відновлення роботи єврейських магазинів. Ще були напади на євреїв вулицями міста та у трамваях, при цьому, нападники помилково побили і кілька християн. Дійшло навіть до нападів на євреїв у поїздах, що прямували до Івано-Франківська і Тернополя.
Того дня львівські єпископи римо-католицького (архієпископ Болеслав Твардовський та єпископ Францішек Лісовський) та вірменський (архієпископ Юзеф Теодорович) обрядів видали прокламацію академічній молоді із закликом до миру. З подібним зверненням виступив ректор та сенат Університету Яна Казимира, одночасно попереджаючи, що подальше порушення порядку може змусити університетську владу призупинити з нового року випуск студентів. На практиці залучення до Львова значних поліцейських сил, включаючи курсантів поліцейської школи з Великих Мостів, було набагато ефективнішим. Хоча студенти-націоналісти намагалися знову спровокувати заворушення, ситуація поступово заспокоїлась.
Вранці 1 грудня в Університеті Яна Казимира відбувся мітинг за участю приблизно 2 тисяч людей, під час якого, серед іншого, вимагали відставки президента Дрояновського, запровадження принципу numerus clausus в університетах, економічного бойкоту євреїв та обмеження їхнього доступу до вільних професій, ad hoc процес над вбивцями Гродковського. Після мітингу, всупереч забороні поліції, учасники пішли до пл. Св. Марії з наміром провести чергову демонстрацію. Коли міліція розігнала натовп за допомогою водомету, менші групи студентів розбіглися містом і потім почали нападати на єврейських перехожих. Побили кілька десятків людей. Після обіду також відбувались бійки. Поліція втручалася кілька разів, заарештувавши понад 40 осіб. У ніч з 1 на 2 грудня в оселях місцевих керівників народно-демократичного табору було проведено обшуки. Тоді було заарештовано близько десятка людей.

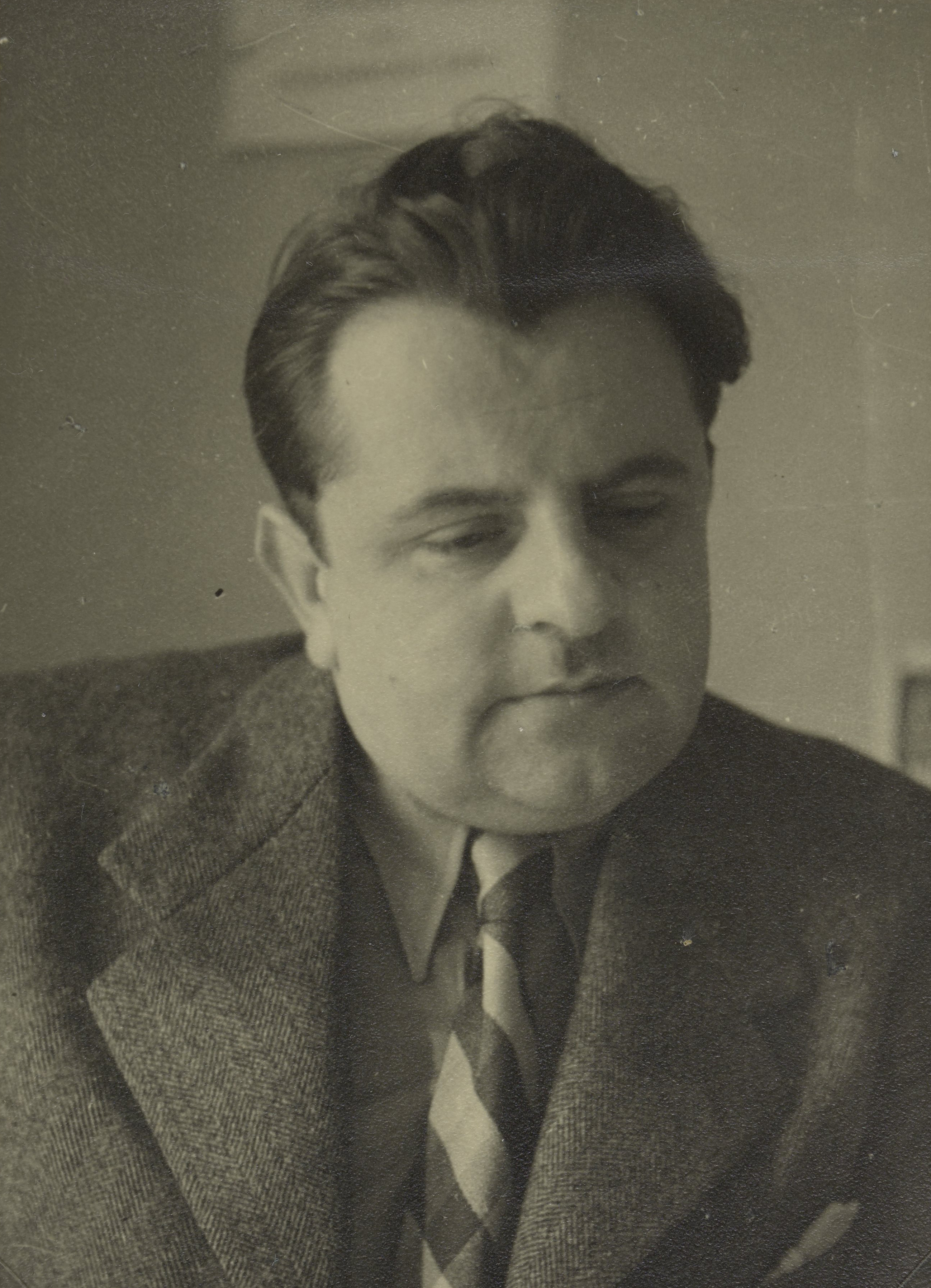
Клавдіуш Грабик, польський політик народно-демократичного табору, журналіст, учасник Варшавського повстання, учасник погромів у Львові.

У наступні дні реєструвались лише спорадичні випадки. Затримано, серед іншого, студента, який наклеював картки із зображенням свині на спини людей, які заходили до єврейських магазинів. 2 грудня відновили заняття у Вищій школі зовнішньої торгівлі, 3 грудня — в Університеті Яна Казимира, а 5 грудня — у Львівській політехніці. 4 грудня в одній із львівських друкарень поліція вилучила 10 тисяч листівок із закликом до економічного бойкоту євреїв. У ці дні було заарештовано ще десяток активістів народно-демократичного табору, серед яких були Клавдіуш Грабик, Адам Марія-Мацелінський та Ян Остоя-Матльовський.

## Підсумки
Внаслідок заворушень 234 людини звернулися до служби швидкої допомоги; в більшості випадків це були євреї. Кількість людей, які отримали поранення, але не звернулись за медичною допомогою, невідома. 97 людей повідомили про пошкодження майна внаслідок крадіжки або пошкодження. 50 % єврейських магазинів у Львові постраждали, а також певна кількість магазинів, що належали полякам.
Поліція затримала 90 студентів, тринадцять з яких були заарештовані і сорок три покарані в адміністративному порядку. Повітне управління покарало 185 осіб, половина з яких були студентами. Більшість із них були оштрафовані, а також призначені покарання у вигляді позбавлення волі. У квітні 1933 року деяких учасників заворушень судили і засудили до умовних термінів ув'язнення.
Місцеві лідери Всепольської молоді: Клавдіуш Грабик, Адам Марія Мацелінський та Ян Остоя Матловський були звільнені з-під арешту 16 грудня. Кілька днів потому їх прийняли на аудієнції єпископи Францишек Лісовський та Юзеф Теодорович, які під час зустрічі висловили радість, що «молодіжні лідери не були зламані духом».

## Наслідки
Звістка про заворушення у Львові поширилася по всій Польщі. Демонстрації та антисемітські ексцеси відбулися у Варшаві, Кракові, Познані, Ченстохові та Вільнюсі.
Питання заворушень обговорювався сеймом 6 грудня 1932 року. Групи депутатів подали три різні клопотання щодо цього питання. Єврейська спільнота вимагала з'ясування причини погромів та покарання винних, водночас поліцію звинувачували у надто пасивній діяльності. У свою чергу, в поданні Національної партії поліцію звинуватили у провокуванні молоді та надмірній жорстокості. У заяві Польської соціалістичної партії говорилося, що дії націоналістичної молоді мають «надзвичайно підривний характер» і одночасно звинувачувалася влада у перешкоджанні соціалістам у протидії націонал-демократів (забороною мітинг ZNMS 4 грудня). Питання заворушень тривалий час обговорювалося на засіданнях парламентських комітетів.
7 грудня 1932 року міністр внутрішніх справ Броніслав Пєрацький прийняв на засіданні депутатів від єврейської спільноти та депутатів BBWR (Безпартійний блок співпраці з Урядом) єврейського походження. Він запевнив, що влада вживатиме всіх заходів, щоб у майбутньому не повторювалось подібних інцидентів. Того ж дня Пєрацький також прийняв львівську делегацію євреїв, яка представила, серед іншого, фотодокументацію збитків, заподіяних заворушеннями, звернулася за допомогою до жертв та вимагала покарання винних.
Європейська та американська преса повідомляла про заворушення у Львові. Німецькі газети, зокрема, приділяли їм велику увагу, характеризуючи заворушення як «погром».
Вбивцю Гродковського Моше Каца судили і засудили до чотирьох років ув'язнення.
У наступні роки роковини смерті Вацлавського та Гродковського використовувались Всепольською молоддю як привід для антиєврейських акцій — як у Львові, так і в інших містах.